# アリサ・リュウ
- アリサ・リュウ
- アリサ・リウ

アリサ・リュウ（英: Alysa Liu、簡: 刘美贤、繁: 劉美賢、2005年8月8日 - ）もしくはアリサ・リウは、アメリカ合衆国のフィギュアスケート選手（女子シングル）。2022年北京オリンピックアメリカ代表。
主な戦績は、2025年世界選手権優勝、2022年北京五輪6位入賞、2020年世界ジュニア選手権銅メダル、全米フィギュアスケート選手権連覇（2019年、2020年）、2019年ジュニアグランプリファイナル準優勝など。

## 経歴

### 幼少期
2005年8月8日、アメリカ合衆国カリフォルニア州クローヴィスに生まれた。リウの父親は中国四川省出身でアメリカに移住した弁護士、母親は匿名の卵子提供者であり、代理母を通して生まれた。5人兄弟の長女である。
2010年にスケートを始めた。ローラ・リペツキーの指導を受ける。
2018年全米フィギュアスケート選手権ジュニアクラスで優勝。当時12歳であったため、年齢基準を満たしておらず、世界ジュニア選手権には出場できなかった。
翌2019年全米フィギュアスケート選手権ではノービス選手ながらシニアクラスに出場し、史上最年少の優勝を果たした。

### ジュニア時代
ジュニアグランプリシリーズに参戦し、第1戦目のアメリカ大会では4回転ルッツとトリプルアクセルを成功させ優勝を果たした。ISU公式競技会で4回転ルッツを成功させたのは女子選手としてはアレクサンドラ・トゥルソワに次いで2人目。また、ISU公式競技会で4回転ジャンプとトリプルアクセルを両方着氷したのは、女子選手では初めてである。第2戦目のポーランド大会では、ジュニア選手として初めてトリプルアクセル-トリプルトウループのコンビネーションジャンプを成功させ、優勝。ジュニアグランプリファイナル（トリノ）への進出を決めた。同大会ではカミラ・ワリエワに次ぐ2位となり銀メダルを獲得した。
2020年の全米フィギュアスケート選手権シニアクラスに出場し優勝、女子シングルではアシュリー・ワグナー以来7年ぶりの2連覇を果たした。
同年の世界ジュニアフィギュアスケート選手権（タリン）では3位となった。
2020年6月22日にはコーチの変更を表明。5歳でスケートを始めてから長年指導を受けていたローラ・リピツキーのもとを離れ、リー・バーケル、ローリー・ニコル、マッシモ・スカリといったコーチ陣のチームに師事すると発表した。
出場を予定していた2020-2021シーズンのジュニアグランプリシリーズは、COVID-19の世界的な流行などを受けて全試合が中止となり、国際大会への出場機会が得られなかった。
2020年12月11日に、新たにジェレミー・アボットがコーチ陣に加わると発表した。
2021年1月に行われた全米フィギュアスケート選手権では総合4位。

### シニアデビューから1度目の引退発表まで
2021年8月にボストンで行われたクランベリー杯でシニアの国際大会デビューを果たした。9月には、北京オリンピック最終予選会であるネーベルホルン杯で優勝し、北京オリンピックでのアメリカ女子シングル3枠目の出場枠を獲得した。2021年スケートカナダに出場しシニアグランプリデビュー。ショートプログラム(SP)、フリースケーティング(FS)ともにトリプルアクセルに挑んだが、回転不足や転倒で思うように決まらず、スケートカナダでは5位、続くNHK杯では4位だった。NHK杯の2日後にコーチを変更。コロラド州コロラドスプリングスでクリスティ・クラール、ドリュー・ミーキンス、ヴィクトール・ファイファーなどの指導を受けることとなった。
2022年の全米フィギュアスケート選手権では、SPで3位に入ったもののコロナの陽性反応が出てFSを棄権することになった。しかしこれまでの実績などから、マライア・ベルやカレン・チェンとともに北京オリンピックの代表に選出された。
オリンピックの女子シングルSPでは、トリプルアクセルを回避してプログラムの完成度を高め、8位につけた。FSではトリプルアクセルに挑み着氷させた。ただし、判定はダウングレード（1/2回転以上の不足）であった。その後もジャンプすべて着氷、スピンとステップは最高評価のレベル4を得るなど会心の演技で総合7位に入賞した。好成績を残し大会最終日に行われるエキシビションに招待されたが、エキシビジョン出場を全く予想しておらずエキシビション用のプログラムを用意していなかったため、急遽アイスダンスのアメリカ代表であるジャン＝リュック・ベイカーが振り付けをした『LOCO』を披露した。衣装はアイスダンスのスペイン代表であるオリヴィア・スマートから借りたものであった。
2022年4月10日、自身のインスタグラムにて現役引退を表明。「スケートの目標が達成できました。正直、これだけ多くのことを達成できると思っていませんでした」などと記した。

### 競技復帰
2024年3月1日、自身のインスタグラムにて現役復帰を表明。
2025年の世界選手権で優勝。特にフリースケーティングと総合で、自身の自己ベストを更新した。その後、4月に行われた世界国別対抗戦では、自国アメリカの代表選手として出場。SP・FSともにミスはなく、自身の自己ベストを更新する会心の演技で、どちらとも1位を獲得。自国の優勝に貢献した。
五輪も控える2025-2026シーズンに向けては、「トリプルアクセルを戻し、可能であれば4回転にも着手したい。しかし、長くスケートをしたいため、ケガのリスクはおかしたくない」と語った。

## スケーターとしての特徴
一度引退する前までは、アクセルを含む全6種類の3回転ジャンプと4回転ルッツを跳ぶことができた。しかし、競技復帰後はアクセル以外の5種類の3回転ジャンプや、2アクセルを中心とした構成に変わっている。ただし、先述の通り2025-2026シーズンに向けてトリプルアクセルの練習に着手しているため、構成に変化があることが予測される。

## 競技成績

### ISUパーソナルベストスコア
- SP - ショートプログラム、FS - フリースケーティング
- TSS - 部門内合計得点（英: Total segment score）は太字
- TES - 技術要素点（英: Technical element score）、PCS - 演技構成点（英: Program component score）

| 部門 | 種類 | 得点   | 大会                       |
| ---- | ---- | ------ | -------------------------- |
| 総合 | TSS  | 226.67 | 2025年世界国別対抗戦       |
| SP   | TSS  | 75.70  | 2025年世界国別対抗戦       |
| SP   | TES  | 41.15  | 2025年世界選手権           |
| SP   | PCS  | 34.92  | 2025年世界国別対抗戦       |
| FS   | TSS  | 150.97 | 2025年世界国別対抗戦       |
| FS   | TES  | 80.14  | 2019年JGP レークプラシッド |
| FS   | PCS  | 72.27  | 2025年世界国別対抗戦       |

### 主な戦績
- GP - ISUグランプリシリーズ
- CS - ISUチャレンジャーシリーズ

| 大会名              | 2018–19 | 2019–20 | 2020–21 | 2021–22 | 2024–25   | 2025–26 |
| ------------------- | ------- | ------- | ------- | ------- | --------- | ------- |
| オリンピック        |         |         |         | 6位     |           |         |
| 世界選手権          |         |         |         | 3位     | 1位       |         |
| 四大陸選手権        |         |         |         |         | 4位       |         |
| GP スケートアメリカ |         |         |         |         |           | TBD     |
| GP 中国杯           |         |         |         |         |           | TBD     |
| GP NHK杯            |         |         |         | 4位     | 4位       |         |
| GP スケートカナダ   |         |         |         | 5位     | 6位       |         |
| CS ゴールデンスピン |         |         |         |         | 1位       |         |
| CS ブダペスト杯     |         |         |         |         | 1位       |         |
| CS ネーベルホルン杯 |         |         |         | 1位     |           |         |
| CS ロンバルディア杯 |         |         |         | 1位     |           |         |
| クランベリー杯      |         |         |         | 1位     |           |         |
| 世界国別対抗戦      |         |         |         |         | 1位 (1位) |         |
| 全米選手権          | 1位     | 1位     | 4位     | 棄権    | 2位       |         |

- JGP - ISUジュニアグランプリシリーズ
- J - ジュニアクラス
- N - ノービスクラス

| 大会名               | 2016–17 | 2017–18 | 2018–19 | 2019–20 |
| -------------------- | ------- | ------- | ------- | ------- |
| 世界ジュニア選手権   |         |         |         | 3位     |
| JGP ファイナル       |         |         |         | 2位     |
| JGP バルティック杯   |         |         |         | 1位     |
| JGP レークプラシッド |         |         |         | 1位     |
| アジアフィギュア杯   |         | 2位 N   | 1位 N   |         |
| チャレンジカップ     |         | 2位 N   |         |         |
| 全米選手権           | 4位 N   | 1位 J   |         |         |

### 詳細
パーソナルベストは太字で表示
| 2024-2025 シーズン    |                                                         |         |          |                 |
| 開催日                | 大会名                                                  | SP      | FS       | 結果            |
| 2025年4月17日 - 20日  | 2025年世界フィギュアスケート国別対抗戦（東京）          | 1 75.40 | 1 150.97 | 1 団体 (226.37) |
| 2025年3月25日 - 30日  | 2025年世界フィギュアスケート選手権（ボストン）          | 1 74.58 | 1 148.39 | 1 222.97        |
| 2025年2月18日 - 23日  | 2025年四大陸フィギュアスケート選手権（ソウル）          | 4 67.09 | 4 131.46 | 4 198.55        |
| 2025年1月20日 - 26日  | 2025年全米フィギュアスケート選手権（ウィチタ）          | 1 76.36 | 2 138.97 | 2 215.33        |
| 2024年12月5日 - 7日   | ISUチャレンジャーシリーズ ゴールデンスピン （ザグレブ） | 2 68.06 | 1 129.65 | 1 197.71        |
| 2024年11月8日 - 10日  | ISUグランプリシリーズ NHK杯（東京）                     | 4 65.03 | 4 125.72 | 4 190.75        |
| 2024年10月25日 - 27日 | ISUグランプリシリーズ スケートカナダ（ハリファックス）  | 2 67.68 | 7 120.01 | 6 187.69        |
| 2024年10月11日 - 13日 | ISUチャレンジャーシリーズ ブダペスト杯 （ブダペスト）   | 1 68.83 | 2 123.94 | 1 192.77        |

| 2021-2022 シーズン    |                                                                  |         |          |          |
| 開催日                | 大会名                                                           | SP      | FS       | 結果     |
| 2022年3月21日 - 27日  | 2022年世界フィギュアスケート選手権（モンペリエ）                 | 5 71.91 | 3 139.28 | 3 211.19 |
| 2022年2月15日 - 17日  | 2022年北京オリンピック（北京）                                   | 7 69.50 | 6 139.45 | 6 208.95 |
| 2022年1月2日 - 9日    | 2022年全米フィギュアスケート選手権（ナッシュビル）               | 3 71.42 | WD       | WD       |
| 2021年11月12日 - 14日 | ISUグランプリシリーズ NHK杯（東京）                              | 4 67.72 | 3 135.18 | 4 202.90 |
| 2021年10月29日 - 31日 | ISUグランプリシリーズ スケートカナダ（バンクーバー）             | 4 73.63 | 7 132.90 | 5 206.53 |
| 2021年9月22日 - 25日  | ISUチャレンジャーシリーズ ネーベルホルン杯（オーベルストドルフ） | 1 70.86 | 1 136.54 | 1 207.40 |
| 2021年9月9日 - 12日   | ISUチャレンジャーシリーズ ロンバルディア杯（ベルガモ）           | 1 74.31 | 1 144.93 | 1 219.24 |
| 2021年8月11日 - 15日  | クランベリー杯（ボストン）                                       | 1 71.42 | 1 134.32 | 1 205.74 |

| 2020-2021 シーズン   |                                                  |         |          |          |
| 開催日               | 大会名                                           | SP      | FS       | 結果     |
| 2021年1月15日 - 18日 | 2021年全米フィギュアスケート選手権（ラスベガス） | 2 76.36 | 4 137.03 | 4 213.39 |

| 2019-2020 シーズン   |                                                             |         |          |          |
| 開催日               | 大会名                                                      | SP      | FS       | 結果     |
| 2020年3月2日 - 8日   | 2020年世界ジュニアフィギュアスケート選手権（タリン）        | 4 67.52 | 3 137.31 | 3 204.83 |
| 2020年1月20日 - 26日 | 2020年全米フィギュアスケート選手権 シニア（グリーンズボロ） | 2 75.40 | 1 160.12 | 1 235.52 |
| 2019年12月5日 - 8日  | 2019/2020 ISUジュニアグランプリファイナル（トリノ）         | 1 71.19 | 2 133.46 | 2 204.65 |
| 2019年9月18日 - 21日 | ISUジュニアグランプリ バルティック杯（グダニスク）          | 4 64.11 | 1 138.99 | 1 203.10 |
| 2019年8月28日 - 31日 | ISUジュニアグランプリ レークプラシッド（レークプラシッド）  | 1 69.30 | 1 138.80 | 1 208.10 |

| 2018-2019 シーズン   |                                                          |         |          |          |
| 開催日               | 大会名                                                   | SP      | FS       | 結果     |
| 2019年1月19日 - 27日 | 2019年全米フィギュアスケート選手権 シニア（デトロイト ） | 2 73.89 | 1 143.62 | 1 217.51 |
| 2018年8月1日 - 5日   | 2018年アジアフィギュア杯 ノービスクラス（タイ）          | 1 50.25 | 1 88.20  | 1 138.45 |

| 2017-2018 シーズン      |                                                                    |         |          |          |
| 開催日                  | 大会名                                                             | SP      | FS       | 結果     |
| 2018年2月22日 - 25日    | 2018年チャレンジカップ アドバンスドノービスクラス （デン・ハーグ） | 1 42.79 | 2 86.99  | 2 129.78 |
| 2017年12月31日 - 1月2日 | 2018年全米フィギュアスケート選手権 ジュニア（サンノゼ）            | 1 63.83 | 1 120.33 | 1 184.16 |
| 2017年8月2日 - 5日      | 2017年アジアフィギュア杯 アドバンスドノービスクラス（香港）        | 3 38.74 | 3 69.60  | 2 108.34 |

| 2016-2017 シーズン   |                                                               |         |         |          |
| 開催日               | 大会名                                                        | SP      | FS      | 結果     |
| 2017年1月14日 - 22日 | 2017年全米フィギュアスケート選手権 ノービス（カンザスシティ） | 1 48.89 | 6 82.79 | 4 131.68 |

## プログラム使用曲
| シーズン  | SP                                                                                        | FS                                                                           | EX                                             |
| --------- | ----------------------------------------------------------------------------------------- | ---------------------------------------------------------------------------- | ---------------------------------------------- |
| 2024-2025 | Promise 歌：レイヴェイ、ダン・ウィルソン 振付：マッシモ・スカリ                           | MacArthur Park 歌：ドナ・サマー 振付：マッシモ・スカリ                       |                                                |
| 2021-2022 | バレエ『ドン・キホーテ』より ジプシーダンス 作曲：レオン・ミンクス 振付：マッシモ・スカリ | ヴァイオリン協奏曲 作曲：ピョートル・チャイコフスキー 演奏：ジョシュア・ベル | LOCO 歌：ITZY 振付：ジャン＝リュック・ベイカー |
| 2020-2021 | 道 作曲：ニーノ・ロータ 振付：ローリー・ニコル                                            | The Storm 作曲：HAVASI 振付：ローリー・ニコル                                |                                                |
| 2019-2020 | パレードに雨を降らせないで 作曲：バーブラ・ストライサンド                                 | Illumination 作曲：ジェニファー・トーマス                                    |                                                |
| 2018-2019 | パレードに雨を降らせないで 作曲：バーブラ・ストライサンド                                 | イーストウィックの魔女たち 作曲：ジョン・ウィリアムズ                        |                                                |
| 2017-2018 | Spanish Flame 作曲：Maxime Rodriguez                                                      | レ・ミゼラブル 作曲：クロード＝ミシェル・シェーンベルク                      |                                                |
| 2016-2017 | Puttin' On the Ritz 作曲：アーヴィング・バーリン                                          | シング・シング・シング 作曲：ルイ・プリマ 演奏：ベニー・グッドマン           |                                                |